# Sensō jukeisha sewakai
Die Sensō jukeisha sewakai (japanisch 戦争受刑者世話会 deutsch ‚Gesellschaft zur Unterstützung der wegen des Kriegs Inhaftierten‘, englisch War Convicted Benefit Society) war eine von mehreren Organisationen, die im Nachkriegsjapan die Interessen von verurteilten Kriegsverbrechern vertraten. Der Verein verlor, nachdem am 4. Juli 1957 sämtliche noch verbliebenen Kriegsverbrecher begnadigt worden waren, seine Existenzberechtigung und löste sich 1958 auf.

## Gründung und Finanziers
Die Initiative ging von ehemaligen Vizeadmiral Hara Chūichi aus, der bei den Kriegsverbrecherprozessen in Guam verurteilt worden war. Er wurde im April 1951 aus dem Kriegsverbrechergefängnis Sugamo entlassen. Bald danach suchte er Shōriki Matsutarō und Fujiwara Ginjirō auf, um mit ihnen Unterstützung für die weiterhin Einsitzenden zu bekommen. Shōriki war in als Vorkriegschef der größten japanischen Tageszeitung Yomiuri Shinbun in den Kreisen „alter Kameraden“, die japanische Nachkriegspolitik bestimmten sehr einflussreich. Er agitierte im Auftrag der CIA auch für die Einführung der Kernkraft. Fujiwaras Konzern Ōji Seishi hatte vor Kriegsende einen Marktanteil von achtzig Prozent an der nationalen Papierproduktion. Als weitere Großspender wurden Kishi Nobusuke (später Premierminister), Ayukawa Yoshisuke, Ino Hiroya (Vorkriegsminister), Gōko Kiyoshi (Chef von Mitsubishi), Murata Shōzō (Vorkriegsminister) und Ishihara Hiroichirō geworben. Alle Vorgenannten waren als mutmaßliche Hauptkriegsverbrecher in Untersuchungshaft gewesen, ohne dass es zu Verurteilungen gekommen war.
Die in Sugamo Inhaftierten hatten erwartet, dass sie sofort nach Abschluss des Vertrag von San Francisco unter japanische Jurisdiktion kommen und begnadigt würden. Die Siegermächte behielten sich jedoch die Kontrolle vor und entließen nur in Einzelfällen.
Mit Ino Hiroya und Hara an der Spitze schuf man zunächst ein Vorbereitungskomitee. Angeworben wurden 342 „freiwillige“ Gründungsmitglieder. Viele von diesen waren Ministerialbeamte in gehobenen Stellungen. Hierzu zählten z. B. Masaki Hideki, Sohn von Masaki Jinzaburō, einem General gegen den ermittelt worden war, sowie Ichikizaki Hidemaru, Vizeadmiral im Krieg, später Admiral der Maritimen Selbstverteidigungsstreitkräfte.
Alle Angehörigen des Vorbereitungskomitees wurden Geschäftsführer im 22-köpfigen Direktorium des Vereins, als dieser im Mai 1952, unmittelbar nachdem Japan seine Souveränität wieder erlangt hatte, offiziell gegründet wurde. Als Präsident fungierte Fujiwara Ginjirō. Die Mitgliederliste ist ein wahres „Who’s Who“ ehemaliger Stabsoffiziere und japanischer Revisionisten der Nachkriegszeit.

## Geförderte
Japanische Kriegsverbrecher, die frei kamen, erhielten von ihrer Regierung anstandslos Entschädigung und volle Pension. Anders sah es für diejenigen ehemaligen Angehörigen der kaiserlichen Armee aus, die aus den Kolonien stammten, denen aber die japanische Staatsangehörigkeit nach Inkrafttreten des Friedensvertrags, wie allen kolonialen Untertanen, entzogen worden war.
Diese „Drittstaatler“, die der himmlischen Majestät (Tennō) treu gedient hatten, erhielten vom Verein bei Entlassung zunächst einmalig je 20000 ¥.
Bald wurden der Gesellschaft vom Sozialministerium 6,45 Millionen Yen zur Verteilung zur Verfügung gestellt. Durch die Ausgliederung der Zahlungen an eine „private“ Organisation vermied man Peinlichkeiten für die Regierung. Zur Verteilung dieser Mittel schuf man die Unterorganisation Kōsei Kosei-kai (更生助成会), die bald in den Vereinen Seikō-kai (清交会 englisch Society of Pure Companionship) und Yūwa-kai (友和会 englisch Society of Friendship and Harmony) aufging, welche sich um die Unterstützung koreanischer respektive taiwanesischer Kriegsverbrecher kümmerten und diesen Wohnungen u. ä. besorgten.
Die Gruppierung versuchte die öffentliche Meinung dahingehend zu beeinflussen, eine schnelle Begnadigung aller Verurteilten zu befürworten. Man agitierte auch dahingehend den Ausdruck für Kriegsverbrecher, senpan (戦犯) durch das „neutralere“ sensō jukei-sha (戦争受刑者), „die wegen des Kriegs Inhaftierten“ zu ersetzen.

## Archivalien
- NIDS-Archiv Geschäftsberichte Mai 1952 bis Apr. 1958 58: 中央-終戦処理-932 und 933